# Jon Juaristi
 (décembre 2018).
Si vous disposez d'ouvrages ou d'articles de référence ou si vous connaissez des sites web de qualité traitant du thème abordé ici, merci de compléter l'article en donnant les références utiles à sa vérifiabilité et en les liant à la section « Notes et références ».
Jon Juaristi Linacero, né le 6 mars 1951 à Bilbao, est un poète, romancier, essayiste et traducteur espagnol.

## Biographie
Jon Juaristi est l'aîné d'une fratrie de sept enfants au sein d'une famille de la classe moyenne (son père est chef d'entreprise). Sa famille est sympathise avec le nationalisme basque. Il étudie au collège San Nicolás de Bilbao où est créée la première ikastola dans les années 1950. Il étudie ensuite dans une école de l'Opus Dei à Lejona. À l'âge de onze ans, il commence à apprendre l'euskera de sa propre initiative, car à la maison ces parents ne parlent pas cette langue. À l'âge de treize ans, il part vivre avec ses grands-parents paternels.
À l'âge de seize ans, il rentre dans l'ETA influencé par son cousin membre de ce groupe terroriste et par la lecture de Vasconia de Federico Krutwig. Pendant son appartenance à l'ETA, il met en contact le groupe terroriste avec les cercles carlistes ennemis du régime franquiste en raison de l'expulsion du prétendant Charles-Hugues de Bourbon-Parme.
Fiché par la police, il abandonne sa ville natale pour étudier la philologie romane à Séville, puis il revient à l'Université de Deusto où il obtient son doctorat. En 1972, il est expulsé de l'université pour des désordres, mais il est réadmis l'année suivante. Il passe quelque temps en prison pour des faits sans gravité, et il est condamné par le Tribunal d'ordre public.
Pendant sa période universitaire, il rejoint une scission ouvriériste de l'ETA appelée ETA-VI Asamblea, qui en 1973 se divise en deux, un desquels (los mayos) fusionne avec les trotskistes de la Liga Comunista Revolucionaria (LCR). Jon Juaristi, qui appartenait à l'autre secteur (los minos), décide en 1974 d'abandonner le militantisme d'extrême-gauche et presque toute activité politique. Il commence alors son activité professionnelle, d'abord comme professeur d'ikastola, puis en 1977, en tant que professeur de lycée.
En 1980, éloigné du nationalisme de son adolescence, il rejoint le Parti communiste d'Euskadi (PCE-EPK) au moment où du processus de fusion avec Euskadiko Ezkerra (EE), qui donnerait lieu à un nouveau parti social-démocrate opposé à la violence. Il quitte ce parti en 1986, déçu par l'absence de pacte avec le Parti socialiste d'Euskadi (PSE) après les élections autonomiques de 1986. En 1987, il adhère au Parti socialiste espagnol (PSOE) en solidarité après un attentat du groupe Mendeku (proche de l'ETA) contre la Maison du peuple du PSOE à Portugalete où périrent deux militants socialistes brûlés vifs.
Jon Juaristi possède la Médaille au Mérite Constitutionnel et l'Ordre d'Alphonse X le Sage. Il vit à Alcobendas, près de Madrid.

### Évolution politique
Jon Juaristi a souvent expliqué son évolution politique comme étant un processus parallèle à celui des gens de sa génération : « Mon évolution est similaire à celle des gens de mon âge. Nous étions nationalistes par tradition familiale, puis membres de l'ETA dans les années 1960, d'extrême gauche dans les années 1970, sociaux-démocrates dans les années 1980, et puis nous avons dérivés vers un libéralisme conventionnel. Je suis conservateur, mais pas favorable à une droite extrême, et je ne militerai plus dans aucun parti politique. Je suis immunisé. »
Son engagement contre le terrorisme et son soutien aux familles des victimes de l'ETA l'amènent à s'impliquer dans la création du Foro de Ermua en 1997, créé après l'enlèvement et l'assassinat à Ermua du conseiller municipal du Parti populaire, Miguel Ángel Blanco. Comme il l'explique dans son autobiographie, après les diverses expériences politiques, il ne lui restait « plus une seule goutte de progressisme dans le corps ». Dans diverses interviews, il se définit désormais comme « nationaliste espagnol ». Depuis la fin des années 1980, il vit sous la menace de l'ETA en raison de ses critiques contre le terrorisme basque ainsi que pour son soutien au mouvement ¡Basta Ya! et au Foro de Ermua. En 1999, les menaces pesant sur lui l'obligent à quitter son poste universitaire. Il quitte alors le Pays basque définitivement. En 2002, il est un des 42 professeurs basques qui dénoncent « le réseau mafieux qui soutient, justifie et exploite le terrorisme pour son propre bénéfice ».
Dans ses nombreux articles et essais, il critique l'ethnicisme, l'invention et la manipulation de mythes qui font partie du discours identitaire nationaliste, en particulier du nationalisme basque.
Dans les années 2000, il se convertit au judaïsme et critique la judéophobie dans laquelle il inclut l'antisionisme. Il défend le droit à l'existence d'Israël.

### Parcours académique
Jon Juaristi occupe la chaire de philologie espagnole de l'université du Pays basque et il a été professeur titulaire à la Fondation Cañada Blanch de l'université de Valence. Il a aussi travaillé comme enseignant et chercheur à Austin (États-Unis) et au Colegio de México en 1985 et 1986.
De 1999 à 2001, il est directeur de la Bibliothèque nationale d'Espagne, poste qu'il quitte pour diriger l'Institut Cervantes à partir de 2001. Il est relevé de cette fonction après l'arrivée des socialistes au pouvoir le 14 mars 2004.
Depuis 2005, il enseigne la littérature espagnole à l'université d'Alcalá de Henares. Entre janvier 2009 et août 2013, il est directeur général des universités de la communauté de Madrid.
Les travaux de Jon Juaristi portent sur la formation des identités collectives, l'histoire littéraire, la littérature de tradition orale, etc.

## Œuvre littéraire

### Poésie
Jon Juaristi fut membre du groupe littéraire d'avant-garde Pott (1977-1980) en compagnie de Bernardo Atxaga, Joseba Sarrionandia, Ruper Ordorika, entre autres. Sa poésie est influencée par le poète Gabriel Aresti et l'œuvre de Miguel de Unamuno et Blas de Otero, ainsi que par l'ironie du poète et essayiste américain Wystan H. Auden.
- Diario de un poeta recién cansado (1986).
- Suma de varia intención (1987).
- Arte de marear (1988).
- Los paisajes domésticos (1992).
- Mediodía (1993).
- Tiempo desapacible (1996).
- Poesía reunida (1986-1999) (2001).
- Prosas (en verso) (2002).
- Viento sobre las lóbregas colinas (2008).
- Renta antigua (2012).

### Essai
Dans ses essais, il analyse depuis une perspective psychologique et sociologique inspirée de Carl Gustav Jung et Léon Poliakov, la racine historique et mythique des nationalismes européens, en particulier du basque.
- Euskararen Ideologiak (1976).
- El linaje de Aitor. La invención de la tradición vasca (1984).
- Literatura vasca (1987).
- Arte en el País Vasco (1987). Con Kosme M. de Barañano y Javier González de Durana.
- Vicente de Arana (1990).
- Vestigios de Babel. Para una arqueología de los nacionalismos españoles (1992).
- Auto de Terminación: raza, nación y violencia en el País Vasco (1994). Artículos: en colaboración con Juan Aranzadi y Patxo Unzueta.
- La Europa (cultural) de los pueblos: voz y forma (1994). En colaboración con otros autores.
- El chimbo expiatorio (la invención de la tradición bilbaína, 1876-1939) (1994).
- El bucle melancólico. Historias de nacionalistas vascos (1997).
- Sacra nemesis. Nuevas historias de nacionalistas vascos (1999).
- Sermo humilis: poesía y poética (1999).
- El bosque originario (2000).
- La tribu atribulada. El Nacionalismo Vasco explicado a mi padre (2002).
- El reino del ocaso (2004).
- Dios salve la razón (2008) avec Joseph Ratzinger, André Glucksmann, Wael Farouq, Sari Nusseibeh, Robert Spaemann, Gustavo Bueno, Javier Prades López, Joseph Weiler
- Espaciosa y triste. Ensayos sobre España (2013).

### Autres
- La leyenda de Jaun Zuria (1980).
- La tradición romántica: leyendas vascas del s. XIX (1986). Leyendas.
- Flor de baladas vascas (1989). Recopilación de canciones tradicionales vascas.
- Cuando canta la serpiente (1989). Guion en colaboración con Mario Onaindía.
- Cambio de destino (2006). Memorias.
- La caza salvaje (2007). Novela.
- Voces para una enciclopedia interrumpida (2008). Memorias sobre Bilbao.
- A cambio del olvido (2011). En colaboración con Marina Pino.
- Miguel de Unamumo (2012). Biografía de Miguel de Unamumo
- Historia mínima del País Vasco (2013)
- Los pequeños mundos. Colección Baroja & Yo (2018)

### Récompenses
- 1988 : Ícaro de Literatura.
- 1997 : Premio Espasa de Ensayo, pour El bucle melancólico.
- 1998 : XV Premio de Periodismo Francisco Cerecedo.
- 1998 : Premio Nacional de Literatura, pour El bucle melancólico.
- 1998 : Premio Nacional de Ensayo.
- 2000 : Premio Fastenrath.
- 2007 : Premio Azorín de Novela, pour La caza salvaje.
- 2007 : Premio Mariano de Cavia, pour su artículo Teología.
- 2010 : Premio Comillas de historia, pour A cambio del olvido.
- 2014 : Premio Euskadi de Literatura pour Espaciosa y triste. Ensayos sobre España[2].